# Sainte-Verge
Sainte-Verge és un municipi francès situat al departament de Deux-Sèvres i a la regió de la Nova Aquitània. L'any 2007 tenia 1.455 habitants.

## Demografia

### Població
El 2007 la població de fet de Sainte-Verge era de 1.455 persones. Hi havia 572 famílies de les quals 136 eren unipersonals (68 homes vivint sols i 68 dones vivint soles), 192 parelles sense fills, 196 parelles amb fills i 48 famílies monoparentals amb fills.
La població ha evolucionat segons el següent gràfic:
Habitants censats

### Habitatges
El 2007 hi havia 640 habitatges, 579 eren l'habitatge principal de la família, 31 eren segones residències i 30 estaven desocupats. 623 eren cases i 14 eren apartaments. Dels 579 habitatges principals, 472 estaven ocupats pels seus propietaris, 99 estaven llogats i ocupats pels llogaters i 8 estaven cedits a títol gratuït; 10 tenien una cambra, 30 en tenien dues, 72 en tenien tres, 164 en tenien quatre i 302 en tenien cinc o més. 500 habitatges disposaven pel capbaix d'una plaça de pàrquing. A 226 habitatges hi havia un automòbil i a 313 n'hi havia dos o més.

### Piràmide de població
La piràmide de població per edats i sexe el 2009 era:
| Homes | Edats   | Dones |
| ----- | ------- | ----- |
| 0     | 95 o +  | 0     |
| 0     | 90 a 94 | 0     |
| 12    | 85 a 89 | 8     |
| 8     | 80 a 84 | 12    |
| 28    | 75 a 79 | 16    |
| 48    | 70 a 74 | 32    |
| 16    | 65 a 69 | 44    |
| 48    | 60 a 64 | 32    |
| 28    | 55 a 59 | 40    |
| 32    | 50 a 54 | 52    |
| 68    | 45 a 49 | 52    |
| 56    | 40 a 44 | 48    |
| 56    | 35 a 39 | 40    |
| 36    | 30 a 34 | 52    |
| 48    | 25 a 29 | 24    |
| 40    | 20 a 24 | 28    |
| 36    | 15 a 19 | 64    |
| 56    | 10 a 14 | 56    |
| 52    | 5 a 9   | 36    |
| 28    | 0 a 4   | 16    |

## Economia
El 2007 la població en edat de treballar era de 928 persones, 684 eren actives i 244 eren inactives. De les 684 persones actives 643 estaven ocupades (342 homes i 301 dones) i 41 estaven aturades (13 homes i 28 dones). De les 244 persones inactives 89 estaven jubilades, 95 estaven estudiant i 60 estaven classificades com a «altres inactius».

### Ingressos
El 2009 a Sainte-Verge hi havia 607 unitats fiscals que integraven 1.526 persones, la mediana anual d'ingressos fiscals per persona era de 17.780 €.

### Activitats econòmiques
Dels 91 establiments que hi havia el 2007, 1 era d'una empresa extractiva, 2 d'empreses alimentàries, 7 d'empreses de fabricació d'altres productes industrials, 5 d'empreses de construcció, 37 d'empreses de comerç i reparació d'automòbils, 2 d'empreses de transport, 4 d'empreses d'hostatgeria i restauració, 1 d'una empresa d'informació i comunicació, 3 d'empreses financeres, 3 d'empreses immobiliàries, 14 d'empreses de serveis, 3 d'entitats de l'administració pública i 9 d'empreses classificades com a «altres activitats de serveis».
Dels 23 establiments de servei als particulars que hi havia el 2009, 1 era una oficina de correu, 1 funerària, 5 tallers de reparació d'automòbils i de material agrícola, 3 tallers d'inspecció tècnica de vehicles, 1 autoescola, 1 fusteria, 1 lampisteria, 1 electricista, 3 perruqueries, 2 agències de treball temporal, 2 restaurants, 1 tintoreria i 1 saló de bellesa.
Dels 17 establiments comercials que hi havia el 2009, 1 era un hipermercat, 2 grans superfícies de material de bricolatge, 2 fleques, 1 una carnisseria, 1 una llibreria, 3 botigues de roba, 1 una sabateria, 3 botigues de mobles, 1 un drogueria, 1 una perfumeria i 1 una joieria.
L'any 2000 a Sainte-Verge hi havia 19 explotacions agrícoles que ocupaven un total de 532 hectàrees.

## Equipaments sanitaris i escolars
L'únic equipament sanitari que hi havia el 2009 era una farmàcia.
El 2009 hi havia una escola elemental.

## Poblacions més properes
El següent diagrama mostra les poblacions més properes.